# Mark McKoy
Mark Anthony McKoy (ur. 10 grudnia 1961 w Georgetown) – kanadyjski lekkoatleta płotkarz, reprezentujący później Austrię, mistrz olimpijski.
Urodził się w Gujanie, dzieciństwo spędził w Anglii, a do Kanady przeniósł się jako nastolatek. Zdobył brązowy medal w biegu na 110 metrów przez płotki na mistrzostwach panamerykańskich juniorów w 1980 w Greater Sudbury.
W 1982 zdobył złoty medal w biegu na 110 metrów przez płotki, także srebrny medal w sztafecie 4 × 100 metrów na igrzyskach Wspólnoty Narodów w Brisbane. Zajął 4. miejsce w biegu na 110 metrów przez płotki na pierwszych mistrzostwach świata w 1983 w Helsinkach, a także 4. miejsce w sztafecie 4 × 100 metrów i 6. miejsce w biegu na 110 metrów przez płotki na igrzyskach panamerykańskiuch w 1983 w Caracas. Zdobył brązowy medal w biegu na 110 metrów przez płotki na uniwersjadzie w 1983 w Edmonton.
Zajął 4. miejsce w biegu na 110  metrów przez płotki na igrzyskach olimpijskich w 1984 w Los Angeles. Zwyciężył na tym dystansie w cyklu zawodów Grand Prix IAAF w 1985. 5 marca 1986 w Kobe ustanowił aktualny do tej pory (lipiec 2021) rekord świata w biegu na 50 metrów przez płotki czasem 6,25 s. Na igrzyskach Wspólnoty Narodów w 1986 w Edynburgu zwyciężył w biegu na 110 metrów przez płotki i w sztafecie 4 × 100 metrów. Podczas halowych mistrzostw Świata w 1987 w Indianapolis prowadził w finale biegu na 60 metrów przez płotki, ale zderzył się z biegnącym na sąsiednim torze Gregiem Fosterem (z winy Fostera) i obaj nie ukończyli biegu. Był siódmy w finale biegu na 110 metrów przez płotki na mistrzostwach świata w 1987 w Rzymie.
Na igrzyskach olimpijskich w 1988 w Seulu zajął 7. miejsce w finale biegu na 110 metrów przez płotki. Po ujawnieniu, że jego kolega z reprezentacji Ben Johnson został pozbawiony złotego medalu w biegu 100 metrów z powodu dopingu, McKoy opuścił Seul przed startem sztafety 4 × 100 metrów, w której miał wystąpić. Później przyznał się do stosowania dopingu i otrzymał dwuletnią dyskwalifikację. W czasie dyskwalifikacji przeniósł się do Austrii.
Powrócił do rywalizacji w 1991. Na halowych mistrzostwach świata w Sewilli zdobył brązowy medal w biegu na 60 metrów przez płotki. Podczas mistrzostw świata w tym samym roku w Tokio zajął 4. miejsce w biegu na 110 metrów przez płotki.
Na igrzyskach olimpijskich w 1992 w Barcelonie zwyciężył w finale biegu na 110 metrów przez płotki. Prowadził od początku i pomimo przewrócenia ostatniego płotka nie dał się wyprzedzić, uzyskując czas 13,12 s. Zwyciężył także na halowych mistrzostwach Świata w 1993 w Toronto w biegu na 60 metrów przez płotki.
W 1994 otrzymał obywatelstwo austriackie i zaczął startować w barwach tego państwa. Zajął 4. miejsce w biegu na 60 metrów przez płotki na halowych mistrzostwach świata w 1995 w Barcelonie. Wystąpił na swych czwartych igrzyskach olimpijskich w 1996 w Atlancie, ale odpadł w ćwierćfinale biegu na 110 metrów przez płotki. Jest aktualnym (lipiec 2021) rekordzistą zarówno Kanady (13,08 s, 1 lipca 1993 w Lille), jak i Austrii w biegu  na 110 metrów przez płotki – 13,14 s (3 września 1994 w Paryżu).
Po zakończeniu kariery powrócił do Toronto, gdzie prowadzi sklep ze zdrową żywnością.